# Srednja vas (Semič, Slovenija)
Srednja vas je naselje u slovenskoj Općini Semiču. Nalazi se u pokrajini Dolenjskoj i statističkoj regiji Donjoposavskoj.

## Stanovništvo
Prema popisu stanovništva iz 2002. godine naselje je imalo 57 stanovnika.